# Meallach’s Grave

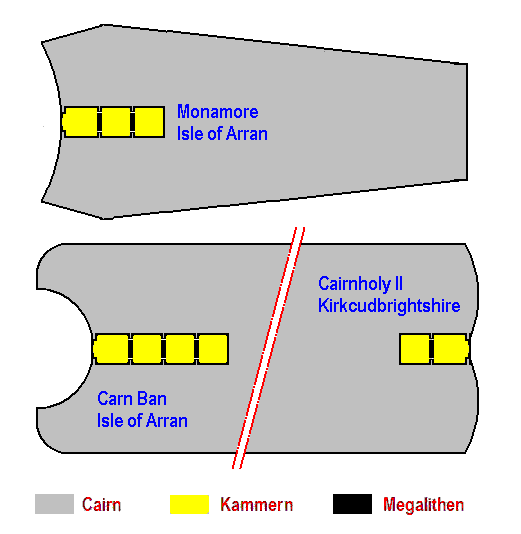
Prinzipskizze von Clyde Tombs - Meallach’s Grave entspricht etwa der oberen Darstellung

Meallach’s Grave ist der Rest eines Clyde Tombs, das unweit von Lamlash auf der Ostseite der schottischen Isle of Arran in North Ayrshire liegt. Wie die Megalithanlage Carn Ban im Inneren der Insel, liegt auch Meallach’s Grave auf einer Terrasse über einem engen Tal durch das die Allt Lagriehesk, ein Nebenfluss des Monamore Burn fließt, der der Gegend ihren Namen gab.
Die Fassade des Cairn liegt bergwärts auf der Terrasse. Das ursprüngliche Hügelmaterial ist mit Ausnahme von einigen Felsen am nördlichen Rand des Cairns nicht sichtbar. Der Cairn ist trapezoid und auf einer Länge von 12 bis 13 m erhalten. Zwei Orthostaten, die den Zugang zur Kammer im Zentrum der halbkreisartigen Exedra bilden, sind bis zu einer Höhe von 1,1 m sichtbar, zwei weitere ragen an der Südwestfassade 0,3 m aus dem Boden. Der Cairn scheint nur die Reste einer paneelartigen Fassade zu besitzen, aber die Ausgrabungen von 1961 haben gezeigt, dass die meisten der Steine unter der Erde liegen, was darauf deutet, dass der Steinhügel, was seine Hohe betrifft, im vorderen Bereich gut erhalten sein kann.
Die Kammer öffnet nach Südwesten und besteht aus sechs großen seitlichen Platten, die sich zum Teil schuppenartig überlappen, und einer Endplatte. Der oder die Decksteine fehlen. Hinter den beiden Portalsteinen der Fassade liegt ein zweites Steinpaar, das den Zugang zur Kammer auf einen 0,5 m breiten Spalt reduziert und die gleiche Höhe hat wie die seitlichen Kammersteine. Die Kammer aus drei Paaren sich überlappender Platten, von denen jedes Paar die Seite von drei Abteilen bildet, die von Seitensteinen markiert werden.